# میدلفورک، شهرستان کلینتون، ایندیانا
میدلفورک (به انگلیسی: Middlefork) یک منطقهٔ مسکونی در ایالات متحده آمریکا است که در شهرستان کلینتون، ایندیانا واقع شده‌است. میدلفورک ۲۴۵٫۹۸ متر بالاتر از سطح دریا واقع شده‌است.